# Politique de gestion des enseignants
 (juin 2021).
La politique enseignante est l'ensemble des principes et des politiques gouvernementales mis en œuvre dans la sphère de l'éducation ainsi que les lois et directives qui gouvernent le système d'éducatif. La politique enseignante aborde l’ensemble des facteurs essentiels à la réussite de l’apprentissage qui sont liés aux enseignants.
Aligner la politique enseignante au sein des différents niveaux d’éducation d’un pays – petite enfance, enseignement primaire, enseignement secondaire général, enseignement et formation techniques et professionnels, enseignement supérieur –, et fixer des priorités, peut améliorer son adaptabilité et lui permettre de répondre avec plus de cohésion aux besoins éducatifs en pleine mutation.
Il est particulièrement important d’adopter une politique enseignante tournée vers l’avenir dans les situations de crise exceptionnelles, comme les guerres civiles ou les situations d’urgence, où il peut y avoir un nombre important d’enseignants et d’apprenants déplacés internes ou réfugiés.
Une politique enseignante devrait être cohérente avec les autres politiques nationales, telles que les politiques en matière de droits des enfants et autres droits de l’homme, et elle doit en adéquation avec l’importance croissante accordée à l’éducation de la petite enfance et la politique nationale en matière de genre, qui ont toutes leur incidence sur l’accès et la qualité de l’éducation.

## Politique enseignante en France
La France a un système éducatif centralisé dans lequel l’État définit les orientations pédagogiques et les programmes d'enseignement, assure le recrutement, la formation et la gestion des personnels de direction des établissements, des enseignants de l’enseignement public et de l’enseignement privé sous contrat. Un autre ministère que celui de l’éducation est responsable des établissements qui accueillent les moins de 3 ans. 
Le ministère de l'Éducation nationale est responsable du système scolaire et le ministère de l'Enseignement supérieur, de la Recherche et de l’Innovation est chargé du pilotage de l’enseignement supérieur, de la recherche et de l’innovation. Les ministères élaborent les normes nationales, organisent les examens et définissent les qualifications nationales (baccalauréat).   
D'un point historique, la profession d'enseignant n’a participé à son premier mouvement de grève qu’en 1936, sous le Front populaire, et il a fallu attendre la Libération pour que le statut de la fonction publique « officialise son rôle dans la gestion du système éducatif ».   
Aujourd'hui, « Les enseignants représentent 4 % de la population active française, mais ils totalisaient 23 % des journées non travaillées [de grève] en 2015 — et 71 % de celles de la fonction publique »

## Politique enseignante globale
Les normes internationales, les organes d’experts et les analyses d’experts placent constamment les enseignants au centre de l’accès universel à une éducation de qualité et équitable. « le progrès de l’enseignement dépend en grande partie des qualifications, de la compétence du corps enseignant, ainsi que des qualités humaines, pédagogiques et professionnelles de chacun de ses membres ». 
La politique enseignante fait partie intégrante des plans ou des politiques du secteur éducatif national, et elle est conforme aux plans et stratégies de développement national. La coordination entre la politique enseignante et les politiques ou les plans d’un pays en matière d’éducation est une condition particulièrement cruciale de sa réussite.
La préparation, le recrutement et la rétention des enseignants constituent trois aspects fondamentaux de toute politique enseignante. La politique enseignante est guidée par la même vision globale et les mêmes critères essentiels que la politique éducative au sens large : elle doit être stratégique, holistique, réaliste, durable et adaptée au contexte. Les objectifs généraux et les principaux défis, le financement nécessaire pour réaliser ces objectifs et relever ces défis, les paramètres démographiques de la population d’apprenants et les ressources humaines indispensables pour dispenser une éducation accessible à tous et de qualité, tout cela doit être abordé dans une politique enseignante globale.

### Neuf dimensions clés
Neuf dimensions clés sont considérées comme des éléments essentiels de toute politique enseignante globale : le recrutement et la rétention des enseignants, formation des enseignants (initiale et continue), le déploiement, la structure de carrière et parcours professionnel, les conditions d’emploi et de travail des enseignants, la gratification et rémunération des enseignants, les normes d’exercice de la profession enseignante, la redevabilité des enseignants et enfin, la gouvernance scolaire.

### Recrutement et rétention des enseignants
Le recrutement et la rétention des enseignants sont  des  aspects  fondamentaux  de  toute  politique  enseignante. Toute  stratégie  de recrutement devrait d'une part attirer  et  retenir  le  nombre  voulu  d’enseignants,  qui aient  le  profil  et  qui  fassent  preuve  de  l’engagement  souhaités et d'autre part, encourager  le  professionnalisme  des  enseignants  à travers  leur  statut  professionnel  et  leurs  conditions  d’emploi   (certains   employeurs   recrutent   des   enseignants  contractuels  en  réponse  à  certains  besoins  ou  situations,  tels  que  la  nécessité  d’affecter  des  enseignants  dans  les  établissements  difficiles  à  pourvoir).

### Formation des enseignants (initiale et continue)
Un   cadre   cohérent   de   formation   des   enseignants   comprendra   trois   phases   interconnectées  :  une  préparation  initiale  (éducation  ou  formation  avant  emploi),  une  période  d’initiation,  et  un  développement  professionnel  continu (DPC) ou une formation continue (INSET). La  formation  initiale  est  une  condition  essentielle  de  la qualité  et  de  la  bonne  performance  des  enseignants  ;  elle  est généralement planifiée dans le cadre d’une stratégie de recrutement fondée sur les besoins existants.

## Égalité des genres
Des données de qualité et actuelles sont indispensables à l’élaboration des politiques, à la planification et à la mise en œuvre d’interventions stratégiques pour faire progresser l’égalité des genres dans et par l’éducation. Elles peuvent aider les pays à identifier et à analyser les tendances et les schémas liés au genre, ainsi qu’à mieux planifier et cibler les ressources pour remédier aux inégalités. Elles peuvent également contribuer à identifier et à orienter les interventions susceptibles d’influer sur la participation à l’éducation, sur l’apprentissage et sur l’autonomisation, depuis la petite enfance jusqu’à l’enseignement supérieur et au-delà.
Le cadre de suivi de l’objectif de développement durable 4 constitue une avancée par rapport à celui qui avait été établi pour les objectifs du Millénaire pour le développement. Dans la mesure du possible, les 11 indicateurs mondiaux relatifs à l’ODD 4 doivent être ventilés par sexe. Cela se mesure via le niveau d’intégration de la question de l’égalité des genres dans les politiques nationales d’éducation, les programmes d’études, la formation des enseignants et l’évaluation des élèves ; ainsi que le contrôle de la présence d’installations sanitaires non mixtes.
Pour être complet en matière d’égalité des genres dans et par l’éducation, la portée du cadre de suivi devrait être beaucoup plus élargie, et devrait avoir notamment recours à des indicateurs qui tiennent compte : des normes, des valeurs et des attitudes sociales et sexospécifiques (dont la plupart est susceptible d’être influencée par l’éducation) ; des lois et des politiques directement ou indirectement relatives à l’éducation ; de l’affectation des ressources ; et des pratiques et des environnements d’enseignement et d’apprentissage,. Des efforts supplémentaires sont également nécessaires pour repérer les disparités dans les contextes d’apprentissage informel et non formel en tenant compte de l’apprentissage tout au long de la vie, et pour s’assurer que des données sont collectées sur les personnes les plus marginalisées.

## Sources
- Cet article est partiellement ou en totalité issu de la page « Guide pour l'élaboration d'une politique enseignante: résumé » de UNESCO, le texte ayant été placé par l’auteur ou le responsable de publication sous la CC BY-SA 3.0 IGO

- Cet article est partiellement ou en totalité issu de la page « De l’accès à l’autonomisation: stratégie de l’UNESCO pour l’égalité des genres dans et par l’éducation 2019-2025 » de UNESCO, le texte ayant été placé par l’auteur ou le responsable de publication sous la CC BY-SA 3.0 IGO